# Boris Notzon
Boris Notzon (* 26. Oktober 1979 in München) ist ein deutscher Fußball-Funktionär. Zuletzt war er Sportdirektor beim 1. FC Kaiserslautern.

## Karriere

### Köln
Ab 3. April 2008 war Notzon Chefanalytiker beim 1. FC Köln und ab dem 1. September 2009 gleichzeitig Leiter der Scouting-Abteilung des Vereins. Beide Funktionen hatte er bis zum 30. Juni 2014 inne. Notzon arbeitete außerdem als Spielanalyst für Dänemark bei der Weltmeisterschaft 2010 und der Europameisterschaft 2012 sowie für Kamerun bei der Weltmeisterschaft 2014.

### Kaiserslautern
Am 14. August 2014 wechselte Notzon zum 1. FC Kaiserslautern und wurde dort Leiter der Scouting-Abteilung. Nach dem Rücktritt des Sportdirektors Uwe Stöver im Juni 2017 verantwortete Notzon als Mitglied eines vorübergehenden Gremiums kommissarisch den sportlichen Bereich und wurde im August zum neuen Sportdirektor ernannt. Nach einer Umstrukturierung, im Zuge derer Thomas Hengen als neuer Geschäftsführer Sport eingestellt wurde, wurde Notzon am 10. März 2021 freigestellt. In seiner Zeit beim 1. FC Kaiserslautern erzielte der Verein Transferüberschüsse in Höhe von mehr als 20 Millionen Euro.  Der 1. FC Kaiserslautern konnte aufgrund der Corona-Pandemie und dem bis dahin nicht erreichten Wiederaufstieg in die 2. Bundesliga eine Insolvenz jedoch trotzdem nicht abwenden.

## Trivia
Neben seiner Tätigkeit im Profifußball lehrt Notzon am IST Studieninstitut als Dozent im Bereich Spielanalyse, Kaderplanung und Datenscouting.